# Corran Purdon
Corran William Brooke Purdon, CBE, MC, CPM (* 4. Mai 1921; † 27. Juni 2018) war ein britischer Generalmajor.

## Leben
Purdon absolvierte nach dem Besuch des Campbell Borneo College eine Offiziersausbildung am Royal Military Academy Sandhurst (RMAS) und wurde nach deren Abschluss 1939 als Leutnant in das Infanterieregiment Royal Ulster Rifles übernommen. Während des Zweiten Weltkrieges nahm er zwischen 1940 und 1942 an Kampfeinsätzen in Norwegen und Frankreich teil, ehe er 1942 in deutsche Kriegsgefangenschaft geriet. Nach seiner Befreiung zum Ende des Zweiten Weltkrieges kehrte er zu den Royal Ulster Rifles zurück und fand bis 1946 Verwendung in deren 1. Bataillon in Palästina. Später war er zwischen 1949 und 1951 Offizier in Hauptquartier des Heeres im Mittleren Osten (Middle East Land Forces) sowie von 1956 bis 1958 Stabsoffizier während des Darurat Malaya, des Ausnahmezustandes in der Föderation Malaya.
Im Anschluss fand Purdon 1958 Verwendung als Kompaniechef im 1. Bataillon der Royal Ulster Rifles und danach zwischen 1962 und 1963 als Kommandeur des 1. Bataillon der Royal Ulster Rifles, das nunmehr zur Britischen Rheinarmee gehörte. Im Anschluss war er von 1963 bis 1964 als Kommandeur des 1. Bataillon der Royal Ulster Rifles in Borneo eingesetzt. Nach seiner Rückkehr war er zwischen 1965 und 1967 Generalstabsoffizier und Chefausbilder der Infanterieschule in Warminster sowie im Anschluss von 1967 bis 1967 Kommandeur der Streitkräfte des Sultans von Oman sowie Direktor der Operationen während des Bürgerkrieges in Oman, des sogenannten „Dhofar-Aufstandes“.
Daraufhin fungierte Purdon zwischen 1970 und 1972 als Kommandant der Infanterieschule Warminster sowie in Personalunion als Kommandant des Schulungskorps für Kleinwaffen SASC (Small Arms School Corps). Danach war er von 1972 bis 1974 Kommandeur (General Officer Commanding) des Nordwestdistrikts, der aus dem 1972 aufgelösten Westkommandos hervorging. Zuletzt wurde er 1974 Kommandeur der Landstreitkräfte im Nahen Osten (Near East Land Forces) und bekleidete diesen Posten bis zu seinem Eintritt in den Ruhestand 1976. Für seine Verdienste wurde er Commander des Order of the British Empire und erhielt des Weiteren das Military Cross (MC) sowie die Colonial Police Medal (CPM).

## Veröffentlichung
- List the bugle. Reminiscences of an Irish soldier, Greystone, Antrim, 1993